# Ewerby
Ewerby – wieś w Anglii, w hrabstwie Lincolnshire, w dystrykcie North Kesteven. Leży 29 km na południowy wschód od Lincoln i 168 km na północ od Londynu.